# エイジャックス級装甲艦
エイジャックス級装甲艦（えいじゃっくすきゅうそうこうかん、Ajax class Ironclads）は、イギリス海軍の装甲艦の艦級。エイジャックス、アガメムノンの2艦がある。

## 同型艦
- エイジャックス - 1876年3月21日にペンブローク造船所にて起工、1880年3月10日進水、1883年3月30日竣工、1904年解体
- アガメムノン（英語版） - 1876年3月9日にチャタム造船所にて起工、1879年9月17日進水、1883年3月29日竣工、1903年解体